# Bowery Boys
Los Bowery Boys (en vernáculo Bowery B'hoys') eran una banda criminal nativista, anticatólica y antiirlandesa con base en el barrio del Bowery de Manhattan, Nueva York (Estados Unidos), que existió a principios y mediados del siglo XIX. En contraste con los conventillos de inmigrantes irlandeses de los Five Points, uno de los peores barrios marginales de la ciudad, en ese entonces el Bowery era una comunidad de clase trabajadora más próspera. A pesar de su reputación como una de las bandas callejeras más conocidas de Nueva York en aquella época, la mayoría de los Bowery Boys llevaban una vida respetuosa con la ley. La banda estaba formada exclusivamente por bomberos voluntarios -aunque algunos también trabajaban como comerciantes, mecánicos y carniceros (el oficio principal del prominente líder William "Bill el Carnicero" Poole)- y se enfrentaban a compañías de bomberos rivales para ver quién extinguía un incendio. Los Bowery Boys a menudo se enfrentaban a varias bandas de los infames Five Points, sobre todo a los Dead Rabbits, con los que se enfrentaron durante décadas. El uniforme de un Bowery Boy solía consistir en un sombrero de copa en condiciones variables, una camisa roja y pantalones oscuros metidos por dentro de las botas, un estilo que rendía homenaje a sus orígenes como bomberos.

## Historia
.

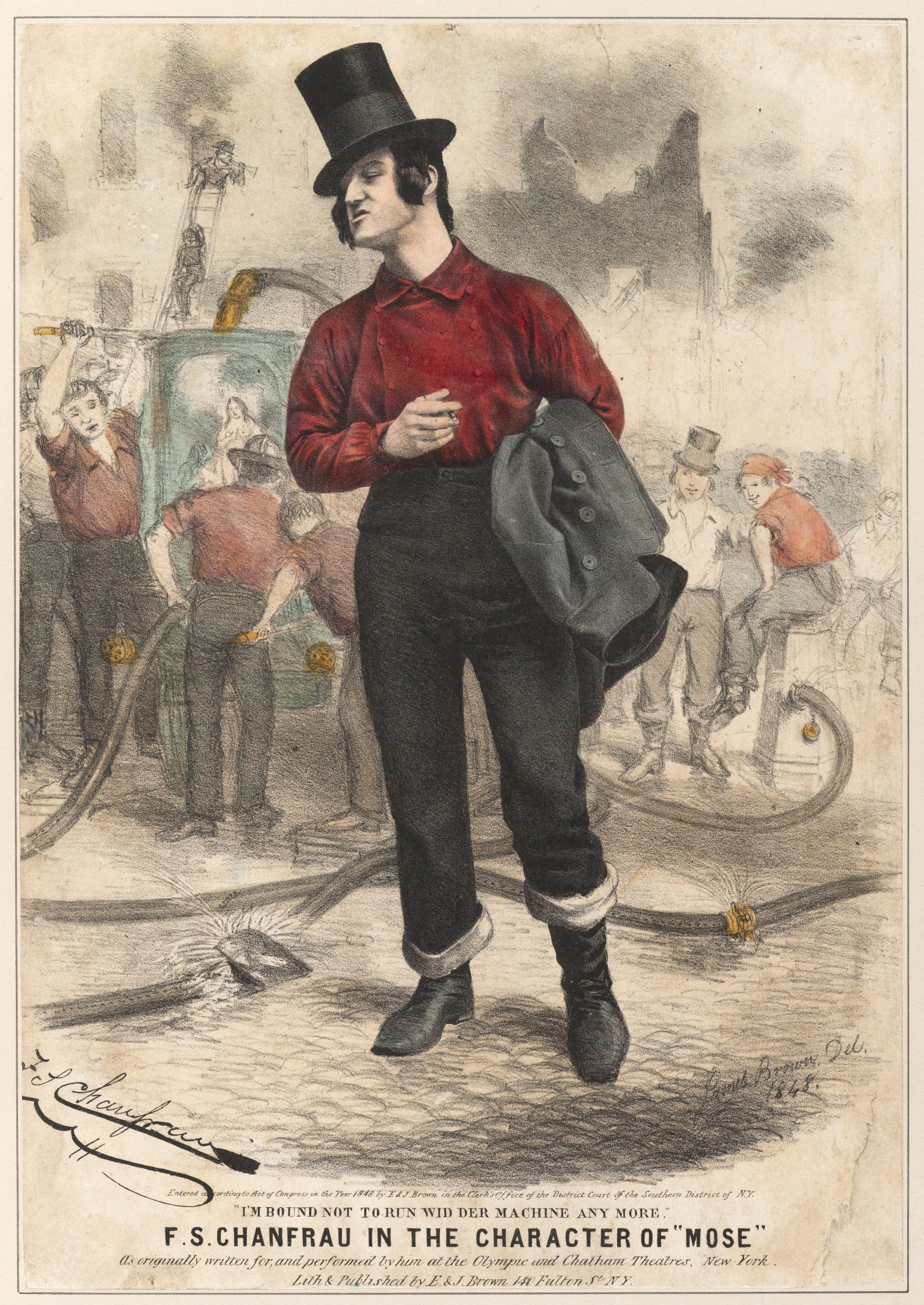
Moses Humphrey, tendero del Bowery, fue la inspiración de Mose the Fireboy, el héroe popular del Bowery B'hoy por excelencia

En el periodo anterior a la guerra civil estadounidense, la población de trabajadores solteros que vivían en el bajo Manhattan aumentó significativamente. Estos jóvenes fueron atraídos a la ciudad por el aumento de los salarios de los trabajadores provocado por la creciente tecnología y la industrialización que siguió a la Guerra de 1812. Normalmente bomberos o mecánicos, los b'hoys pasaban su tiempo libre en los teatros y bares que rodeaban sus barrios de residencia alrededor del Bowery.: 45–47  Los Bowery B'hoys también eran conocidos por su actividad pandillera, participando en peleas y disturbios con miembros de bandas contrarias como los Dead Rabbits.: 269–270 
El escritor James Dabney McCabe observó del Bowery B'hoy en 1872:
"Se le podía ver 'pavoneándose como un rey' con los calzones metidos en las botas, el abrigo en el brazo, la camisa roja flameante atada al cuello con un corbatón como no se podía ver en ningún otro sitio...Nadie tan dispuesto como él para una pelea, nadie tan rápido para resentir la intrusión de un hombre respetable en sus rincones."
El término B'hoy también se utilizaba mucho para describir a un joven de clase obrera al que le gustaba beber, buscar aventuras y divertirse.: 178 
Los Bowery B'hoys sentían aversión por la aristocracia y amor por la independencia, la valentía y la lealtad.
Según un historiador, "sería un error identificar a los Bowery Boys como un grupo específico en un momento específico ... había varias bandas que se referían a sí mismos como los Bowery Boys en varias ocasiones bajo diferentes líderes durante los años anteriores a la guerra. ": XVIII  Mike Walsh fue considerado en gran medida el líder de una de las primeras encarnaciones de los Bowery Boys.: 1  Herbert Asbury afirma que eran una banda irlandesa en su novela de 1927 Gangs of New York: An Informal History of The Underworld (Pandillas de Nueva York: una historia informal de los bajos fondos), pero afirma confusamente que también eran una banda anticatólica sin explicar el contexto. Es importante señalar que Irlanda tiene una larga y turbulenta historia derivada de la colonización inglesa que había creado un sistema de apartheid llamado Dominio protestante en el que los irlandeses católicos autóctonos eran sistemáticamente oprimidos y discriminados, donde a la población autóctona se le negaba el acceso a la educación, el derecho a portar armas, la representación política, ciertos empleos, la libertad religiosa y la propiedad de bienes, al tiempo que eran acosados por grupos supremacistas protestantes como la Orden de Orange. 
Walsh, a pesar de haber nacido en Irlanda, era protestante. Walsh actuó como figura política de los Bowery Boys e incluso llegó a ser congresista electo. Alcanzó la cima de su popularidad en 1843, cuando creó el club político al que llamó "Asociación Espartana", formado por obreros de fábricas y trabajadores no cualificados.: 1  Walsh pensaba que los líderes políticos trataban injustamente a los pobres y quería cambiar las cosas convirtiéndose él mismo en líder. Fue condenado a prisión en dos ocasiones, pero los Bowery Boys se hicieron tan poderosos que consiguieron sacarle de la cárcel durante su segundo viaje a prisión. En la portada de The Subterranean del 4 de abril se leía: "Consideramos que la infame persecución actual de Mike Walsh es un golpe dirigido a la parte honrada y trabajadora de esta comunidad".: 2  Debido a la amenaza de violencia en las calles, Walsh fue puesto en libertad a mitad de su condena. Era considerado por muchos como el "paladín de los derechos de los pobres". Con el tiempo, fue llevado al Tammany Hall y nominado para un escaño en la legislatura estatal, e incluso se ganó el apoyo del poeta Walt Whitman. Finalmente, murió en 1859 y su obituario en una edición de The Subterranean decía que el líder de los Bowery Boys era un "talento original, rudo, lleno de impulsos apasionados... pero le faltaba equilibrio, cautela: el barco parecía a menudo desprovisto tanto de lastre como de timón". Se cree que la necrológica fue escrita por Whitman.: 3 
Durante los Disturbios por el Reclutamiento en Nueva York de 1863, los Bowery Boys alcanzaron la cima de su poder participando en el saqueo de gran parte de la ciudad mientras luchaban con bandas rivales, la policía de Nueva York y el Ejército de la Unión. Sin embargo, a finales de la década, la banda se había dividido en varias facciones y fueron desapareciendo gradualmente.

## Apariencia
La apariencia era de gran importancia para los Bowery B'hoys, quienes se se vestían con estilo y comodida. Un Bowery Boy típico vestía: 
“[un] "sombrero de seda negra, bien cepillado, colocado con precisión en la parte superior de la cabeza, pelo bien engrasado y pegado a la piel, largo por delante y corto por detrás, corbata de marinero, con el cuello de la camisa vuelto, chaleco de seda de fantasía, grandes flores, levita negra, sin joyas, excepto en algunos casos, un broche de pecho con la insignia de la compañía de bomberos a la que pertenece el usuario, pantalones negros, uno o dos años por detrás de la moda, botas pesadas, y un cigarro a medio fumar, en la comisura izquierda de la boca, lo más perpendicular posible. Tiene un peculiar balanceo, no exactamente un contoneo, en su andar, pero un balanceo, que nadie salvo un Bowery Boy puede imitar.”: 178 
George Foster, un escritor viajero, escribió en 1850:
“¿Quienes son los b’hoys and g’hals de Nueva York?... a veces un empleado corpulento de una casa de contratación, más a menudo un socio menor de una tienda de comestibles al por mayor, y aún más frecuentemente un respetable joven carnicero de brazos grandes y hombros anchos, con un abrigo azul con un sombrero de seda y un crespón enrollado en su base, y que es conocido familiarmente como un "¡Bowery Boy!"": 180 

## Los Bowery Boys en el teatro Bowery
Los Bowery Boys eran conocidos por frecuentar los teatros de Nueva York. Richard Butsch, en The Making Of American Audiences, señala que "llevaron la calle al teatro, en lugar de convertir el teatro en una arena de la esfera pública".: 44  El Bowery Theatre, en particular, era uno de los favoritos de los Bowery Boys. El Bowery Theatre se construyó en 1826 y pronto se convirtió en un teatro para el hombre trabajador. Walt Whitman describió el teatro como "abarrotado desde el techo hasta el foso con su público, principalmente de hombres jóvenes y de mediana edad, despiertos, bien vestidos y de pura cepa, la mejor media de los mecánicos nacidos en Estados Unidos".: 46  Incluso empezaron a aparecer obras en los teatros frecuentados por los Bowery Boys con espectáculos sobre los propios Bowery Boys, en particular, un personaje llamado Moses al que muchos Bowery Boys consideraban "el auténtico". No era raro que los hombres bebieran, fumaran y se reunieran con prostitutas en el teatro. Los Bowery Boys dominaban el teatro a principios del siglo XIX y el teatro se consideraba un "club masculino".
Los salarios más altos trajeron consigo un mayor nivel de vida para los ciudadanos de la clase trabajadora, lo que les proporcionó tanto movilidad social como la posibilidad de darse un capricho con el entretenimiento. Como los Bowery B'hoys y personajes similares constituían una parte importante del público teatral, teatros como el Bowery Theatre y el Chatham Theatre crearon sus carteleras para adaptarse a los intereses del público. Las obras de teatro se representaban junto con otros actos, como canciones y bailes populares, Minstrel, y otros sketches o demostraciones. Incluso las obras de Shakespeare, que ganaron popularidad en la época, se alteraron para incluir lenguaje coloquial y música popular.

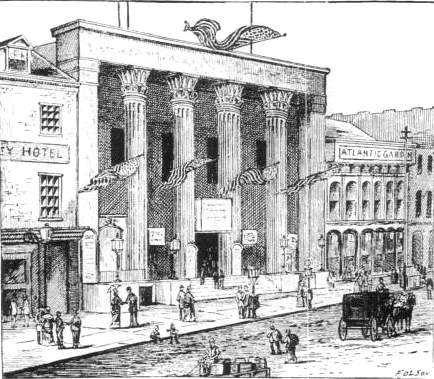
Bowery Theatre, el Bowery, Manhattan, Nueva York
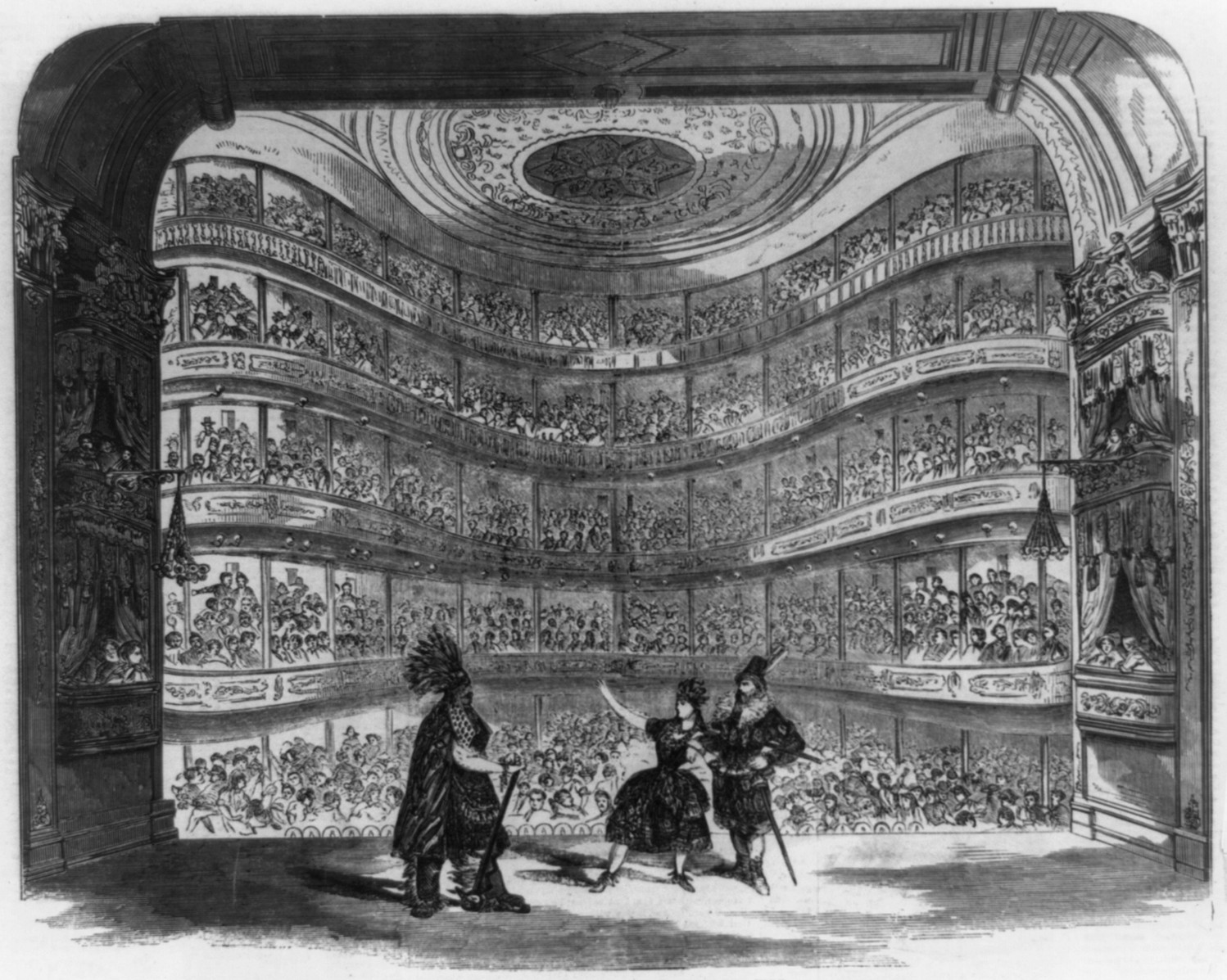
El interior del Bowery Theatre

### Rudeza
El bullicioso público del Bowery B'hoy se sentaba principalmente en el foso del teatro, y a menudo pedía que las canciones, bailes y escenas se repitieran varias veces o se añadieran improvisadamente a la representación,: 50–51  incluso ocupando el escenario y participando en el drama en ocasiones.: 29  Los Bowery B'hoys y otros miembros del público arrojaban comida y abucheaban o silbaban a los intérpretes que no disfrutaban.: 50–51 
Frances Trollope describió un comportamiento similar en las audiencias de Cincinnati en aquella época, narrando, 
"los escupitajos eran incesantes; y el olor mezclado de cebollas y whisky era suficiente para que uno sintiera que incluso los Drake actuaban caramente comprados...los talones lanzados más alto que la cabeza, toda la retaguardia de la persona presentada a la audiencia.... y cuando un ataque patriótico se apoderó de ellos, y 'Yankee Doodle' fue llamado, cada hombre parecía pensar que su reputación como ciudadano dependía del ruido que hizo."
Algunos encontraban este comportamiento más tolerable:
"Walt Whitman recordaba con cariño el teatro Bowery hacia el año 1840, donde podía mirar hacia la primera grada de palcos y ver 'las caras de los principales autores, poetas, editores, de aquellos tiempos', mientras él se sentaba en el foso rodeado de la 'jerga, ingenio, mangas de camisa ocasionales y una pintoresca libertad de miradas y modales, con un movimiento rudo, bonachón e inquieto' de carreteros, carniceros, bomberos y mecánicos. " : 25 

### Revueltas
Los Bowery B'hoys, entre otros grupos, participaron en los Disturbios de Astor Place de 1849, alimentados por las tensiones de clase en la ciudad de Nueva York, así como por una larga disputa entre los actores Edwin Forrest y William Macready.: 63 